# Dipulus multiradiatus
Dipulus multiradiatus is een straalvinnige vissensoort uit de familie van naaldvissen (Bythitidae). De wetenschappelijke naam van de soort is voor het eerst geldig gepubliceerd in 1918 door McCulloch & Waite.